# Live at Reading
《Live at Reading》은 미국의 록 밴드 너바나의 세 번째 라이브 음반 겸 비디오 음반이다. 1992년 8월 30일, 잉글랜드 레딩에서 열린 레딩 페스티벌에서 밴드의 헤드라이닝 공연이 특징이다. 몇 년 동안 부팅이 되지 않은 새로운 문제는 처음으로 숙달되고 색상이 수정된 성능을 보여준다.
《Live at Reading》은 쳇 파워스가 〈Get Together〉의 가사를 〈Territorial Pissings〉의 인트로 부분으로 사용한 것으로 너바나 발매에서 처음으로 작곡 크레딧을 받은 것을 기념한다.

## 배경
1992년 너바나의 레딩 페스티벌 출연은 밴드의 두 번째 연례 음악 페스티벌 공연이자 두 번째 음반 《Nevermind》의 성공 이후 처음으로 《피치포크》가 "세계에서 가장 큰" 록 밴드의 위치로 그들을 격상시켰다.  그것은 또한 영국에서의 그들의 마지막 콘서트였다. 밴드는 1991년 8월 23일 레딩에서 미국의 록 밴드 소닉 유스와 2주간의 유럽 투어 동안 축제 첫날 오후 약 40분간의 세트를 연주했다.
1992년 8월 30일 레딩 콘서트는 너바나의 보컬리스트이자 기타리스트인 커트 코베인과 그의 아내인 홀의 보컬이자 기타리스트인 코트니 러브의 딸인 프랜시스 빈 코베인이 태어난 직후에 열렸다. 코베인의 헤로인 중독과 밴드 내의 긴장감으로 인해 너바나가 해체될 가능성이 있다는 언론 보도 속에서도 공연되었다. 코베인은 마이클 아제라드의 1993년 너바나 전기 《Come As You Are: The Story of Nirvana》에서 이 소문들을 "고전적이고 전형적인 영국 저널리즘, 선정주의"의 예라고 부르며 논의했다. 너바나의 드러머 데이브 그롤이 2018년 《케랑!》과의 인터뷰에서 회상했듯이, "저는 레딩 92에 나타났고 우리가 경기를 하지 않을 것이라는 소문이 너무 많았기 때문에 취소했던 것을 기억해요. 저는 무대 뒤로 걸어갔고, 오프닝 밴드에서 가장 친한 친구들 중 일부가 저를 보고 '여기서 뭐하고 있어?'라고 말했어요. 그리고 저는 '우리는 빌어먹을 헤드라이닝을 하고 있어!'라고 말했어요. 그리고 그들은 '넌 정말로 연주를 할 거야?'라고 말했는데, 저는 우리가 연주할 질문이 있는지 몰랐어요."

## 평가
| 전문가 평가                   | 전문가 평가 |
| 총 점수                       | 총 점수     |
| 출처                          | 점수        |
| ----------------------------- | ----------- |
| AnyDecentMusic?               | 8.5/10      |
| 메타크리틱                    | 93/100      |
| 평가 점수                     |             |
| 출처                          | 점수        |
| AllMusic                      | [ 6 ]       |
| The A.V. Club                 | B+          |
| Billboard                     | [ 8 ]       |
| Entertainment Weekly          | A           |
| MSN Music (Consumer Guide)    | A           |
| Pitchfork                     | 9.5/10      |
| PopMatters                    | 10/10       |
| The Rolling Stone Album Guide | [ 13 ]      |
| Slant Magazine                | [ 14 ]      |
| Spin                          | 9/10        |

메타크리틱에 따르면 《Live at Reading》은 100점 만점에 93점을 받아 "보편적인 찬사"를 받고 있으며, 사이트의 베스트 리뷰 음반 목록에서 18위, 얼터너티브 음반 중 1위를 차지하고 있다.
《피치포크》의 스튜어트 버먼은 《Live at Reading》을 "가장 무적인 상태에 있는 전설적인 밴드의 필수 문서"라고 불렀다. 《스핀》의 조 그로스는 이 세트를 "환각제"라고 불렀고, "경기장을 가득 채운 사이키델릭 펑크로서의 엉성한 인디 록"라고 묘사했다. 올뮤직의 스티븐 토마스 얼와인은 이 음반을 "너바나의 순수한 로큰롤 돌풍"이라고 칭송하며 "역사상 가장 위대한 라이브 로큰롤 음반 중 하나"라고 불렀다.
코베인 자신도 이 공연에 만족감을 표시하며, 《Come As You Are》에 따르면, "10점 만점에 8점"을 주었다. 2018년 세트장을 돌아본 그롤은 밴드가 쇼를 위한 충분한 연습이 없음에도 불구하고 "모든 것이 적절한 시기에 합쳐지는 정말로 안심되고, 진정으로 마법 같은 순간"이라고 말했다.
《Live at Reading》의 CD 버전은 미국 빌보드 200에서 37위로 데뷔했고, DVD는 잡지의 톱 뮤직 비디오 차트에서 40위 안에 1위로 데뷔해 25주 동안 40위 안에 머물렀다. 닐슨 사운드스캔은 2016년 기준 《Live at Reading》 음반이 미국에서만 148,000장이 팔렸다고 보고했다.

## 곡 목록
모든 곡들은 특별한 언급이 없는 한 커트 코베인에 의해 작사/작곡하였다.
| #   | 제목                                            | 작사·작곡                            | 재생 시간 |
| --- | ----------------------------------------------- | ------------------------------------ | --------- |
| 1.  | 〈Breed〉                                       |                                      | 2:57      |
| 2.  | 〈Drain You〉                                   |                                      | 3:54      |
| 3.  | 〈Aneurysm〉                                    | 코베인, 데이브 그롤, 크리스 노보셀릭 | 4:34      |
| 4.  | 〈School〉                                      |                                      | 3:12      |
| 5.  | 〈Sliver〉                                      |                                      | 2:13      |
| 6.  | 〈In Bloom〉                                    |                                      | 4:33      |
| 7.  | 〈Come as You Are〉                             |                                      | 3:34      |
| 8.  | 〈Lithium〉                                     |                                      | 4:23      |
| 9.  | 〈About a Girl〉                                |                                      | 3:09      |
| 10. | 〈Tourette's〉                                  |                                      | 1:51      |
| 11. | 〈Polly〉                                       |                                      | 2:48      |
| 12. | 〈Lounge Act〉                                  |                                      | 3:04      |
| 13. | 〈Smells Like Teen Spirit〉                     | 코베인, 그롤, 노보셀릭               | 4:44      |
| 14. | 〈On a Plain〉                                  |                                      | 3:00      |
| 15. | 〈Negative Creep〉                              |                                      | 2:54      |
| 16. | 〈Been a Son〉                                  |                                      | 3:23      |
| 17. | 〈All Apologies〉                               |                                      | 3:25      |
| 18. | 〈Blew〉                                        |                                      | 5:23      |
| 19. | 〈Dumb〉                                        |                                      | 2:34      |
| 20. | 〈Stay Away〉                                   |                                      | 3:41      |
| 21. | 〈Spank Thru〉                                  |                                      | 3:05      |
| 22. | 〈Love Buzz (DVD 버전만 해당, 쇼킹 블루 커버)〉 | 로비 판 레이우엔                     | 4:56      |
| 23. | 〈The Money Will Roll Right In (팽 커버)〉      | 톰 플린, 크리스 윌슨                 | 3:05      |
| 24. | 〈D-7 (와이퍼즈 커버)〉                         | 그레그 세이지                        | 3:43      |
| 25. | 〈Territorial Pissings〉                        | 코베인, 쳇 파워스                    | 4:30      |

## 인증
| 국가                       | 인증 | 판매량/출하량 |
| -------------------------- | ---- | ------------- |
| 영국 (BPI)                 | 실버 | 60,000*       |
| *판매량을 기반으로 한 인증 |      |               |

| 국가                       | 인증     | 판매량/출하량 |
| -------------------------- | -------- | ------------- |
| 오스트레일리아 (ARIA)      | 플래티넘 | 15,000^       |
| 뉴질랜드 (RMNZ)            | 골드     | 2,500^        |
| ^출하량을 기반으로 한 인증 |          |               |